# Русские Янгуты
Русские Янгуты (бур. Ород Янгуд) — село в Осинском районе Иркутской области (Усть-Ордынский Бурятский округ). Входит в муниципальное образование «Русские Янгуты» и является его центром.

## География
Расположена примерно в 9,1 км к юго-востоку от районного центра, села Оса, на абсолютной высоте 434 м над уровнем моря.

### Внутреннее деление
Состоит из 10-и улиц:
- Жданова пер.
- Ключи
- Молодежная
- Октябрьская
- Школьная
- Школьный пер.
- Юбилейная
- Юбилейный мкр.
- Трактовая

## Топонимика
Название Янгуты происходит от названия бурятского рода янгут (янгуты), слово Русские добавлено в противопоставление названию села Бурят-Янгуты, где основное население составляют буряты.

## Экономика
Многие жители Русских Янгут работают на сельскохозяйственном предприятии «Русь».

## Инфраструктура
В 2012 году в селе была открыта школа на 280 учеников

## Население
| 2002 | 2010 | 2011 | 2012 |
| ---- | ---- | ---- | ---- |
| 717  | ↗740 | ↘738 | ↗743 |